# 林永樂
林永樂（1950年3月10日—），中華民國外交官，畢業於政大商學院及美國喬治城大學雙碩士，現任對外關係協會理事長、國策研究院資深顧問，曾先後擔任駐休士頓辦事處長、歐洲司及國際組織司長、駐格瑞那達大使兼駐駐聖文森國大使、駐印尼代表、駐歐盟兼駐比利時代表，2012年9月接替楊進添擔任外交部長，成為總統馬英九重臣，於2016年政黨輪替後持續受到民進黨政府重用，7月接替劉志攻擔任駐英代表，2020年7月退休。

## 廣大興28號事件
2013年發生菲律賓公務船攻擊臺灣漁船事件，從5月12日零時起算，至5月14日24時止，72小時內，台灣官方強烈要求菲律賓政府必須對於此次殺人事件給予正面回應，菲律賓必須道歉、懲兇、調查、賠償。14日下午，馬英九總統告知記者，關於菲律賓官方回應，「很快就能知道」。外交部也告訴記者，14日晚間20時將與菲律賓著台代表召開記者會，公佈菲律賓官方之『道歉』聲明。最後記者會拖到15日凌晨1時（第73小時）才召開，不只超過72小時通牒，傳說中的『道歉』聲明，沒有菲律賓官方道歉，只有來自菲律賓民間的道歉；關於『賠償金』，只有來自民間捐款的『撫慰金』。在此國際記者會，外交部長林永樂表示菲國已釋出善意回應，暫緩制裁。

## 駐越南代表處索賄事件
2014年1月，蘋果日報揭露中華民國駐越南代表處一等秘書蕭裕文索賄案。蘋果日報接獲民眾陳情，多次向外交部檢舉，林永樂與其外交部官員全部依查無此事結案。後來，中華民國駐越南代表黃志鵬得知蘋果日報的檢舉，仔細查驗後也認為蕭員有異，旋即移送檢調偵辦。
台北地檢署於2014年1月9日，查獲充分證據並以被告身分約談蕭裕文。

## 荣誉

### 中华民国勋章奖章
- 二等景星勋章（2016年5月6日于台北总统府颁授[6]）

### 外国勋章奖章
- 国鸟大十字勋章（危地马拉，2012年[7]）
- 伊里萨里大十字勋章（危地马拉，2015年[8]）